# Y Dhăm Ênuði
Y Dhăm Ênuði, hay cách viết khác Y Dhăm ÊNuôl, là một chính khách Việt Nam, dân tộc Êđê. Ông từng hai lần là Quyền Chủ tịch Ủy ban nhân dân tỉnh Đắk Lắk.

## Lí lịch
Ông sinh ngày  3 tháng 4 năm 1958 tại Đắk Lắk.

## Giáo dục
Học đại học sư phạm làm thầy giáo tại thị xã Buôn Ma Thuột, sau đó làm chuyên viên và Trưởng phòng giáo dục huyện Krông Ana.

## Sự nghiệp
Ông từng làm Phó chủ tịch Ủy ban nhân dân huyện, Chủ tịch Ủy ban nhân dân huyện Krông Ana (6/1996-1/2005), từ 1/2005 Bí thư huyện ủy Krông Ana. Chuyển lên tỉnh làm phó Chủ tịch thường trực Ủy ban nhân dân tỉnh, quyền Chủ tịch Ủy ban nhân dân tỉnh, Trưởng ban tổ chức tỉnh ủy Đắk Lắk (12/5/2016-30/7/2018).